# Teulis (театр)
Театр теней Teulis — украинский театр теней, основанный в Киеве в 2010 году.

## История
Театр теней «Teulis» был основан 10 января 2011 года. За время своего существования «Teulis» становился финалистом популярных талант шоу в различных странах: в Чехии, Словакии, Турции, России, Италии. Гастролировал в Финляндии, Швеции, Польше, Чехии, Турции, Японии и ОАЭ.
Создатели театра: Роман Соколов и Виталий Сусловец.

## Шоу «Повелители теней»
«Повелители теней» — шоу-программа театра теней. Возникло в конце 2014 года, после финала шоу «Tu si que vales» в Италии, для которого был создан номер «Крик души», в котором рассказывается про события на Украине.
За 2 года театр теней «Teulis» показал шоу «Повелители теней» в Польше, России, Чехии и Словакии, Финляндии, Швеции, Японии и Арабских Эмиратах и других странах. За время гастролей шоу смогло собрать более 200 аншлагов по всему миру.